# Тайу-ди (Северная Вэй)
(Северно-)Вэйский Тайу-ди (кит. трад. (北)魏太武帝), личное имя Тоба Тао (кит. трад. 拓拔燾, 408—452) — сяньбиец, правитель государства Северная Вэй. Храмовое имя — Ши-цзу (世祖).

## Биография
Тоба Тао родился в 408 году, когда его отец Тоба Сы ещё не был официальным наследником престола. В 409 году Тоба Сы стал официальным наследником, и в том же году после того, как его отец Тоба Гуй был убит Тоба Шао (другим своим сыном), взошёл на престол. В 422 году Тоба Сы тяжело заболел, и по совету своего приближённого Цуй Хао сделал 14-летнего Тоба Тао официальным наследником. Тоба Тао стал соправителем империи, и ряд советников были назначены ему в помощники. Зимой 432 года Тоба Сы скончался, и Тоба Тао официально взошёл на престол.
Услышав о смерти Тоба Сы, жужаньский каган Юйцзюлюй Датань решил напасть на Северную Вэй. Тоба Тао отбил нападение, но в следующие годы набеги жужаней продолжились. Примерно в это время Цуй Хао стал последователем даоса Коу Цяньчжи и восхвалял его перед императором. Впечатлённый предсказаниями, которые делал Коу Цяньчжи, Тоба Тао разрешил ему проповедовать своё учение по всей империи.
В 426 году Тоба Тао решил нанести удар по хуннскому государству Ся. Зимой северовэйские войска перешли по льду замёрзшую Хуанхэ, и неожиданно напали на сяскую столицу Тунвань, где люди готовились отмечать день зимнего солнцестояния. Хотя хуннам удалось отстоять столицу, в других местах ситуация сложилась гораздо хуже, и вся южная половина государства Ся (включая Чанъань) попала в руки Северной Вэй. Весной 427 года сяский правитель Хэлянь Чан отправил своего брата Хэлянь Дина попытаться отбить Чанъань. Узнав, что Хэлянь Дин оказался связан боями на юге, Тоба Тао решил вновь попытаться захватить Тунвань. Хэлянь Чан сначала хотел отозвать брата, но тот посоветовал ему обороняться в укреплённом городе, сковав силы Северной Вэй, и дождаться, пока он, взяв Чанъань, не вернётся и не ударит по нападающим с другой стороны. Совет был принят, и поначалу всё шло хорошо, но затем, неправильно оценив обстановку, Хэлянь Чан решил выйти из города и дать войскам Северной Вэй сражение в поле. Когда его собственная армия оказалась разбита, Хэлянь Чан ударился в панику, и вместо того, чтобы вернуться в город, бежал в Шангуй; столица оказалась в руках Северной Вэй. Узнав о случившемся, Хэлянь Дин прекратил свою кампанию и присоединился к брату в Шангуе.
Весной 428 года войска Северной Вэй под командованием Даси Цзюня осадили Шангуй. Бежавший в Пинлян Хэлянь Чан стал устраивать набеги на осаждавших, но во время одного из таких набегов попал в плен; бежавший в Пинлян Хэлянь Дин провозгласил себя новым императором Ся. Даси Цзюнь бросился в погоню за Хэлянь Дином, однако Хэлянь Дин контратаковал его войска и взял Даси Цзюня в плен. Услышав про это, северовэйский генерал Цюдунь Дуй, оставленный на защите Аньдина, запаниковал и бежал в Чанъань. Чанъаньский гарнизон, узнав о разгроме Даси Цзюня, также предпочёл бежать, и в результате государство Ся вернуло себе Чанъань и окружающий регион Гуаньчжун. Зимой 428 года Хэлянь Дин отправил в Северную Вэй посольство с предложением мира, но в ответ северовэйский император издал указ, требующий от Хэлянь Дина покориться, чего тот делать не стал.
Тоба Сы решил временно оставить в покое Ся и сосредоточиться на Жужаньском каганате. В 429 году, несмотря на то, что из всех приближённых его решение поддержал лишь Цуй Хао, Тоба Тао нанёс мощный удар на север и разгромил жужаней, переселив пленных на северные земли Северной Вэй.
Весной 430 года южнокитайская империя Сун предприняла крупное наступление на Северную Вэй, и Тоба Сы решил временно оставить земли, лежащие южнее Хуанхэ, рассудив, что их очень трудно защищать, а сунским войскам придётся остановиться перед рекой. Тем временем он решил полностью покончить с государством Ся, и осенью 430 года лично повёл войска на Пинлян. Хэлянь Дин в это время был занят добиванием остатков государства Западная Цинь. К зиме 431 года практически все земли Ся были захвачены Северной Вэй.
Тем временем другие северовэйские войска зимой 430 года пересекли замёрзшую Хуанхэ и, разгромив южносунские войска, к лету 431 года вернули все северовэйские земли на южном берегу Хуанхэ. Тоба Тао предложил сунским правителям заключить династический брак, но на это было отвечено отказом. Тем временем Тоба Тао стал восстанавливать отношения с жужанями, отпустив ряд их высокопоставленных пленных.
Покончив с Ся, Тоба Тао обратил взор на восток, и летом 432 года начал наступление на государство Северная Янь. Осенью 432 года вэйские войска захватили много городов и осадили столицу страны город Лунчэн, однако два месяца спустя сняли осаду и удалились, уведя с собой из Северной Янь 30 тысяч семей, которые были переселены в провинцию Ючжоу (занимала территории современной провинции Хэбэй и городов центрального подчинения Пекин и Тяньцзинь).
Когда наступил 433 год, то Фэн Лан и Фэн Мяо (дети яньского правителя Фэн Хуна), полагая, что Янь находится на грани гибели, а также опасаясь, что новая супруга императора убьёт их, бежали на юг, в удел своего старшего брата Фэн Чуна, который носил титул «Князя Ляоси» (遼西王), и уговорили его перейти на сторону Северной Вэй. Фэн Чун отправил Фэн Мяо к вэйскому двору, а Фэн Хун, узнав о происходящем, отправил против удела в Ляоси генерала Фэн Юя. Весной 433 года Тоба Тао отправил на помощь Ляоси своего младшего брата Тоба Цзяня с войсками, а Фэн Чуну дал титул «князя Ляоси» и оказал ряд других почестей, надеясь этим побудить и других официальных лиц Янь переходить на сторону Вэй. Войска Тоба Цзяня разгромили войска Фэн Юя.
Весной 434 года Фэн Хун отправил к вэйскому двору посланника с предложением мира, но получил отказ. Три месяца спустя он отправил нового посланника, и предложил также отдать свою дочь в наложницы вэйскому императору, и на этот раз получил согласие — однако, при условии, что в вэйскую столицу Пинчэн будет также отправлен наследник престола Фэн Ванжэнь. Также Фэн Хун вернул вэйского посланника Хунююй Шимэня, который прибыл в Лунчэн ещё во время правления Фэн Ба и был брошен им в тюрьму.
Осенью 434 года восстало хуннское племя байлун. Недооценив байлунов, Тоба Тао попал в засаду и чуть не был убит. После подавления восстания племя было уничтожено.
Фэн Хун отказался отправлять Фэн Ванжэня к вэйскому двору, и вэйский император отправил Тоба Цзяня в новый набег на Янь. Весной 435 года Фэн Хун отправил посланника в южнокитайское государство Сун, надеясь получить помощь против Вэй, и признал себя сунским вассалом. Сунский император даровал Фэн Хуну титул «князя Янь», однако никакой реальной помощи не оказал. Вэйские войска тем временем продолжали набеги на государство Янь, которое, фактически, сократилось до размеров столичного города. В этих условиях Фэн Хун принял решение полностью переселить своих людей на территорию союзного государства Когурё.
Весной 436 года Фэн Хун отправил посланника к вэйскому двору, предлагая дань и сообщая о скором прибытии Фэн Ванжэня. Вэйский император не поверил, и вновь отправил в Янь войска, в результате чего вэйские и когурёские войска летом 436 года подошли к яньской столице одновременно. Так как население не очень желало переселяться в Когурё, чиновник Го Шэн открыл ворота и попытался сдать город вэйцам, но те заподозрили ловушку и не пришли на помощь. Фэн Хун убил Го Шэна, а когурёские войска тем временем разграбили город. Фэн Хун поджёг дворец, после чего вместе со своими людьми под охраной когурёских войск отправился на восток. Государство Северная Янь прекратила своё существование.
В 437 году ежегодные предложение династического брака, которые Тоба Тао делал сунским правителям, наконец принесли результат, и в Северную Вэй прибыл сунский чиновник Лю Сибо для обсуждения деталей вхождения одной из императорских дочерей в семью северовэйского правителя, однако вскоре эта дочь скончалась, и переговоры пришлось прекратить.
Находящееся на западе государство Северная Лян с 433 года возглавил Цзюйцюй Муцзянь. Опасаясь возросшей мощи Северной Вэй, он отдал свою сестру в жёны Тоба Тао, а тот даровал Муцзяню титул «Хэсиского князя» (河西王). В 436 году Муцзяню пришлось жениться на сестре Тоба Тао (разведясь со своей женой, которая вскоре после этого умерла), и отправить своего сына и наследника Фэнтаня заложником в Пинчэн. В 439 году жена Муцзяня (сестра северовэйского императора) была отравлена в результате внутрисемейных интриг. Хотя её удалось спасти, этот инцидент сильно осложнил отношения между Северной Лян и Северной Вэй. Кроме того, северовэйские послы, ездившие через территорию Северной Лян в государства Западного Края, докладывали, что Муцзянь рекомендует этим государствам подчиняться не Северной Вэй, а жужаньскому каганату. В результате войска Северной Вэй совершили молниеносный марш и оказались у стен северолянской столицы города Гуцзан. Муцзянь отказался покориться, и запросил помощи у жужаней. Каган Юйцзюлюй Ути совершил налёт на Пинчэн, пытаясь отвлечь северовэйские войска, но был разбит, и после двухмесячной осады Гуцзан пал. Муцзянь сдался Северной Вэй и был увезён в Пинчэн; ему сохранили княжеский титул и обходились с ним уважительно.
В 442 году по настоянию Коу Цяньчжи Тоба Тао официально объявил даосизм государственной религией Северной Вэй.
В 444—445 годах Тоба Тао отправил войска на запад на завоевание государств Тогон и Шаньшань.
Осенью 445 года хунн Гай У поднял восстание против Северной Вэй, и признал себя вассалом Сун, надеясь на помощь этого южнокитайского государства. Весной 446 года Тоба Тао лично повёл войска против Сюэ Юнцзуна (союзника Гай У) и разгромил его, после чего безжалостно убил примкнувших к восстанию. Войдя в Чанъань, он обнаружил там оружие, спрятанное в буддийских монастырях, после чего устроил резню буддийских монахов в Чанъане. Цуй Хао воспользовался случаем, чтобы убедить императора запретить буддизм по всей империи и отдать приказ об убийстве всех буддийских монахов.
В 450 году по неизвестной причине Тоба Тао казнил Цуй Хао и многих его родственников.
В 450 году Тоба Тао совершил набег на Сун за то, что империя поддерживала восстание Гай У. Империя Сун попыталась нанести ответный удар, но это нападение было отбито. В ответ на это Северная Вэй предприняла наступление на северные провинции Сун, но также безуспешно. Эта военная кампания оказалась тяжёлой для обоих государств.
Наследником престола долгое время был Тоба Хуан. Евнух Цзун Ай, ненавидящий Тоба Хуана, обвинил ряд его приближённых в преступлениях, и Тоба Тао, поверив этим обвинениям, казнил их. Тоба Хуан впал после этого в глубокую депрессию, и летом 451 года скончался. Вскоре после этого выяснилось, что обвинения были ложными, и Тоба Тао стало не по себе от того, что он довёл сына до смерти. Опасаясь последствий, весной 452 года Цзун Ай убил Тоба Тао.
В связи с тем, что после смерти Тоба Хуана новый наследник престола не был назначен, встал вопрос о престолонаследии. Ряд сановников выступал за то, чтобы сделать новым императором Тоба Ханя, но у Цзун Ая были плохие отношения и с ним, и поэтому он издал фальшивый указ от имени императрицы о возведении на престол другого сына Тоба Тао — Тоба Юя.

## Девизы правления
- Шигуан (始光) 424–428
- Шэньцзя (神䴥) 428–431
- Яньхэ (延和) 432–434
- Тайянь (太延) 435–440
- Тайпинчжэньцзюнь (太平真君) 440–451
- Чжэнпин (正平) 451–452